# حبيل عمار (طور الباحة)

تعديل مصدري - تعديل

حبيل عمار هي إحدى قرى عزلة طور الباحة بمديرية طور الباحة التابعة لمحافظة لحج، بلغ تعداد سكانها 145 نسمة حسب تعداد اليمن لعام 2004.